# Каніс
Каніс (нід. Kanis) — село в нідерландській провінції Утрехт. Входить до муніципалітету Вурден.
Його площа становить 0,11 км², а населення станом на 2021 рік складало 430 осіб.

## Галерея

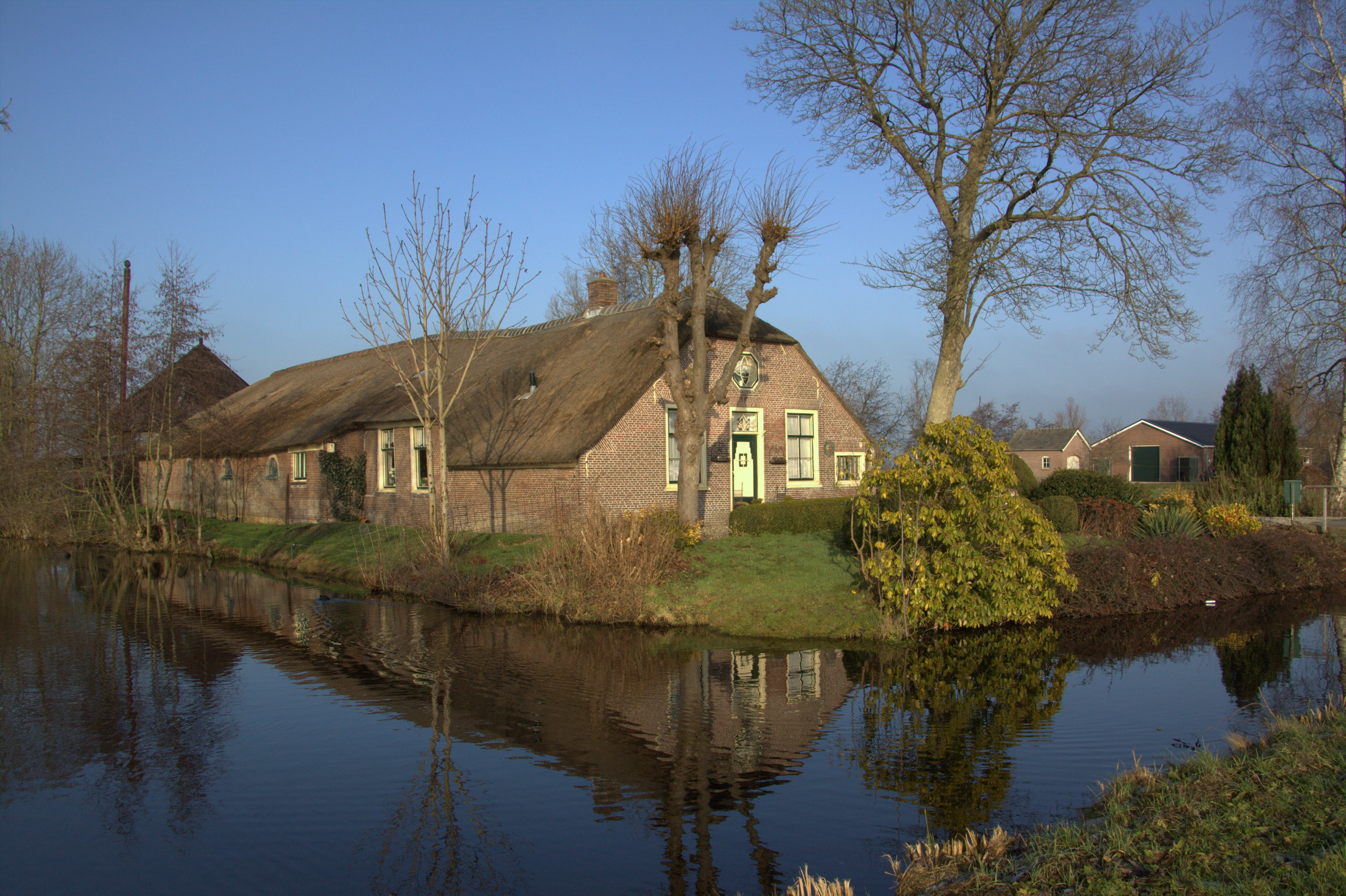
Ферма у Канісі
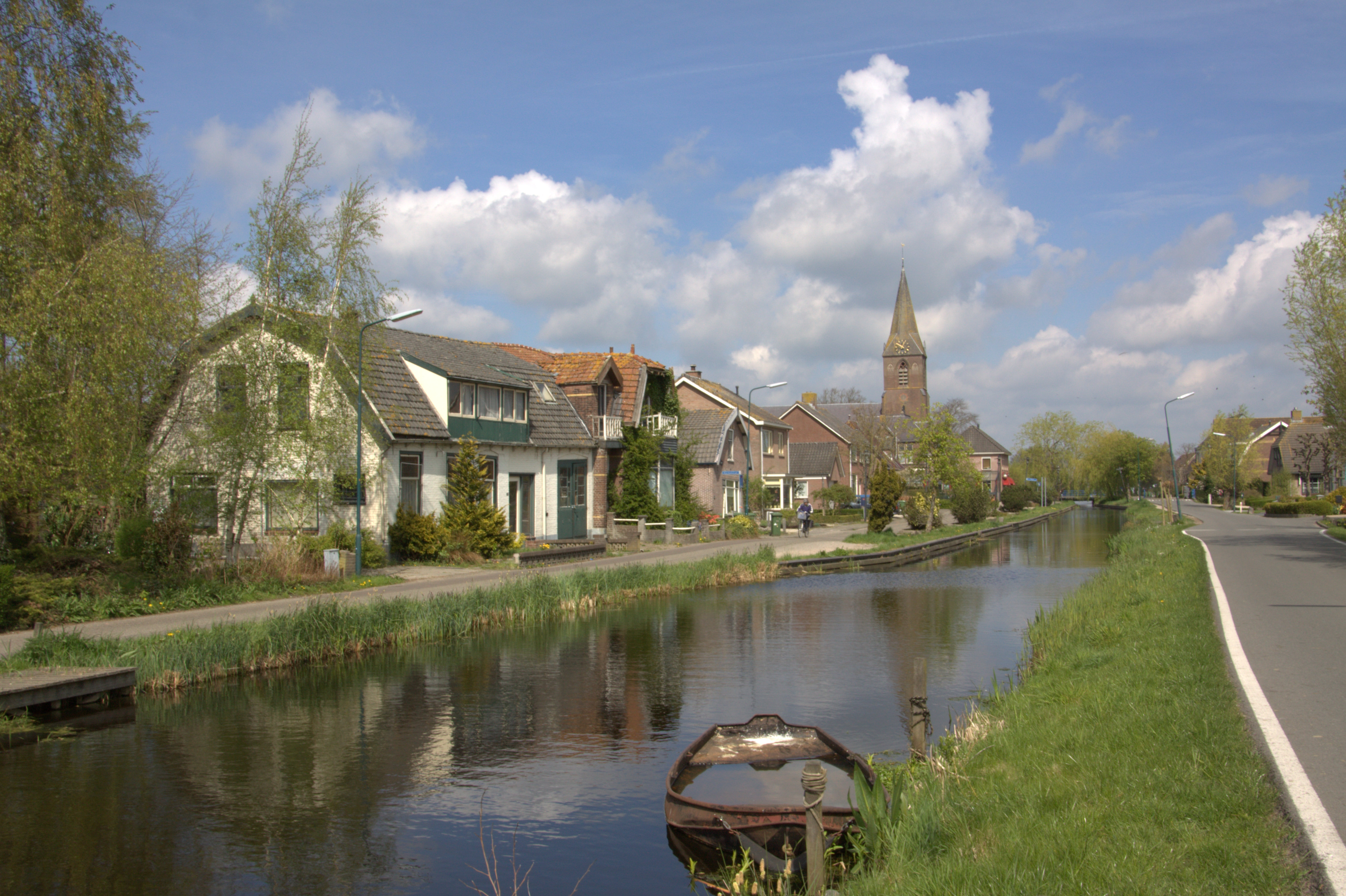
Вулична панорама
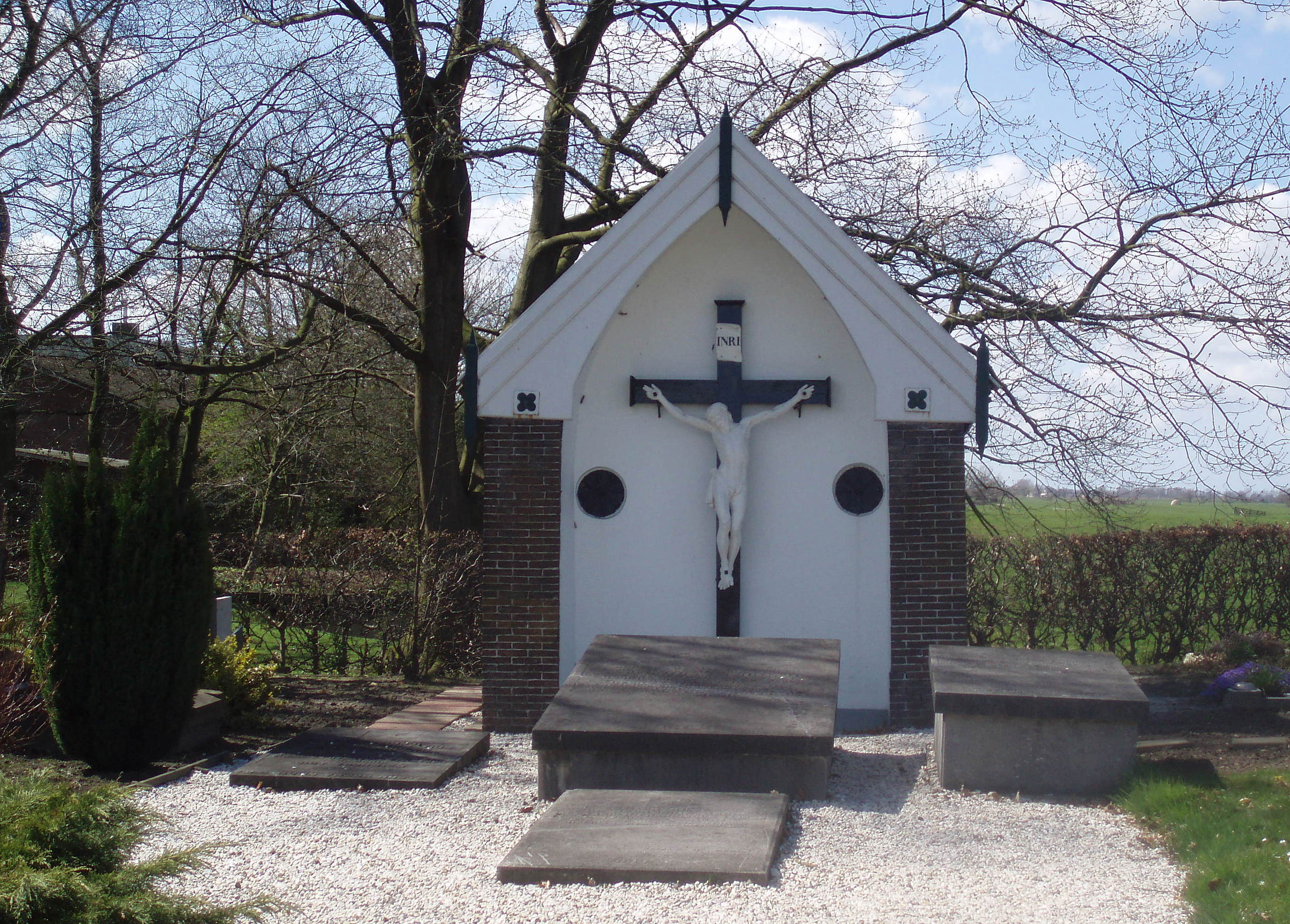
Сільський цвинтар
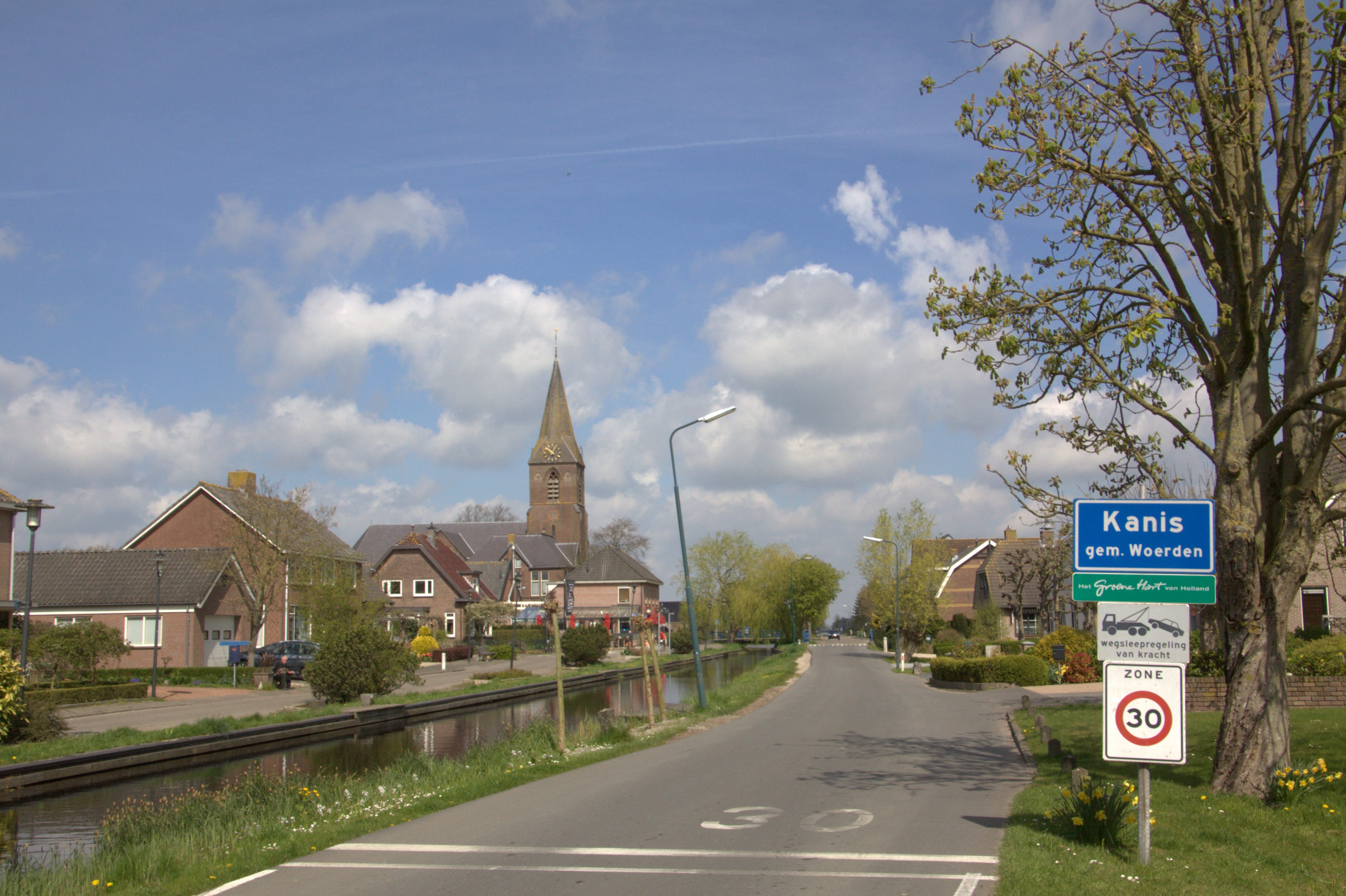
В'їзд до села